# Kacper Młynarski
Kacper Młynarski (Rzeszów, 23 gennaio 1992) è un cestista polacco.